# PMS-Interactive
PMS-Interactive ist ein Medienunternehmen, welches für mehrere Fernsehsender den Teletext erstellt. Unter anderem bewirtschaftet PMS-Interactive die Teletextangebote von DMAX und ATV. Zudem betreute PMS-Interactive auch den Teletext des Musiksenders Onyx.tv, der Ende 2004 eingestellt wurde.

## Liste der betreuten Teletexte (Stand 12/2013)
- ATV
- ATV2
- DMAX
- RTL II AT/CH
- Puls 4
- rheinmaintv
- Deutsches Musik Fernsehen
- RNF
- Channel 21
- 1-2-3.tv
- 3+
- 4+
- ServusTV Deutschland
- ServusTV Österreich
- Schweizer Sportfernsehen
- Hamburg 1
- W24